# Curling-Pazifikmeisterschaft 2008
Die Curling-Pazifikmeisterschaft 2008 wurde vom 2. bis 9. November im neuseeländischen Naseby ausgetragen.

## Männer

### Teilnehmer
| Land                | Fourth          | Third              | Second          | Lead            | Alternate      |
| ------------------- | --------------- | ------------------ | --------------- | --------------- | -------------- |
| Australien          | Ian Palangio    | Hugh Millikin      | Sean Hall       | Steven Johns    | Stephen Hewitt |
| Volksrepublik China | Wang Fengchun   | Liu Rui            | Xu Xiaoming     | Zang Jialiang   | Chen Lu-an     |
| Chinesisch Taipeh   | Brandon Liu     | Nicolas Hsu        | Ting-Li Lin     | Steve Koo       |                |
| Japan               | Yūsuke Morozumi | Tsuyoshi Yamaguchi | Tetsurō Shimizu | Kōsuke Morozumi | Shota Iino     |
| Südkorea            | Lee Dong-keun   | Kim Soo-Hyuk       | Park Jong-Duk   | Nam Yoon-Ho     | Lee Kyn-Heon   |
| Neuseeland          | Sean Becker     | Scott Becker       | Rupert Jones    | Warren Dobson   | Warren Kearney |

### Round Robin
| Datum | Zeit  | Begegnung                               | Resultat |
| ----- | ----- | --------------------------------------- | -------- |
| 2.11. | 12:30 | Japan – Neuseeland                      | 4:6      |
|       |       | Südkorea – Australien                   | 5:4      |
|       |       | Volksrepublik China – Chinesisch Taipeh | 13:3     |
|       | 20:30 | Neuseeland – Volksrepublik China        | 9:8      |
|       |       | Japan – Australien                      | 4:8      |
|       |       | Südkorea – Chinesisch Taipeh            | 13:1     |
| 3.11. | 12:00 | Südkorea – Volksrepublik China          | 8:3      |
|       |       | Chinesisch Taipeh – Japan               | 7:8      |
|       |       | Neuseeland – Australien                 | 8:7      |
|       | 20:00 | Neuseeland – Chinesisch Taipeh          | 9:2      |
|       |       | Australien – Volksrepublik China        | 2:5      |
|       |       | Japan – Südkorea                        | 10:6     |
| 4.11. | 14:30 | Volksrepublik China – Japan             | 8:4      |
|       |       | Australien – Chinesisch Taipeh          | 10:3     |
|       |       | Neuseeland – Südkorea                   | 4:6      |

| Datum | Zeit  | Begegnung                               | Resultat |
| ----- | ----- | --------------------------------------- | -------- |
| 5.11. | 08:00 | Australien – Südkorea                   | 3:5      |
|       |       | Neuseeland – Japan                      | 9:7      |
|       |       | Chinesisch Taipeh – Volksrepublik China | 3:12     |
|       | 16:00 | Volksrepublik China – Neuseeland        | 9:7      |
|       |       | Chinesisch Taipeh – Südkorea            | 3:9      |
|       |       | Australien – Japan                      | 7:2      |
| 6.11. | 10:00 | Japan – Chinesisch Taipeh               | 8:2      |
|       |       | Volksrepublik China – Südkorea          | 10:4     |
|       |       | Australien – Neuseeland                 | 2:7      |
|       | 19:00 | Chinesisch Taipeh – Neuseeland          | 3:8      |
|       |       | Südkorea – Japan                        | 6:8      |
|       |       | Volksrepublik China – Australien        | 8:4      |
| 7.11. | 12:00 | Chinesisch Taipeh – Australien          | 4:11     |
|       |       | Japan – Volksrepublik China             | 6:5      |
|       |       | Südkorea – Neuseeland                   | 5:3      |

| Platz | Team                | Spiele | Siege | Ndlg. |
| ----- | ------------------- | ------ | ----- | ----- |
| 1.    | Volksrepublik China | 10     | 7     | 3     |
| 2.    | Südkorea            | 10     | 7     | 3     |
| 3.    | Neuseeland          | 10     | 7     | 3     |
| 4.    | Japan               | 10     | 5     | 5     |
| 5.    | Australien          | 10     | 4     | 6     |
| 6.    | Chinesisch Taipeh   | 10     | 0     | 10    |

### Playoffs
|  | Halbfinale | Halbfinale          | Halbfinale | Halbfinale | Halbfinale | Halbfinale | Halbfinale |   |                     | Finale     | Finale | Finale |
|  |            |                     |            |            |            |            |            |   |                     |            |        |        |
|  | 1          | Volksrepublik China | 8          | 9          | 8          | 8          |            |   |                     |            |        |        |
|  | 4          | Neuseeland          | 9          | 7          | 3          | 5          |            |   |                     |            |        |        |
|  | 4          | Neuseeland          | 9          | 7          | 3          | 5          |            |   | Volksrepublik China | 8          |        |        |
|  |            |                     |            |            |            |            |            |   | Volksrepublik China | 8          |        |        |
|  |            |                     | Japan      | 5          |            |            |            |   |                     |            |        |        |
|  | 2          | Südkorea            | Japan      | 5          | 6          | 8          | 7          | 7 | 4                   |            |        |        |
|  | 2          | Südkorea            |            |            |            |            | 7          | 7 | 4                   |            |        |        |
|  | 3          | Japan               | 10         | 6          | 5          | 5          | 7          |   |                     |            |        |        |
|  |            |                     |            |            |            |            |            |   |                     | um Platz 3 |        |        |
|  |            |                     |            |            |            |            |            |   |                     |            |        |        |
|  |            | Neuseeland          | 7          |            |            |            |            |   |                     |            |        |        |
|  |            | Südkorea            | 6          |            |            |            |            |   |                     |            |        |        |

| Team     |    | 1 | 2 | 3 | 4 | 5 | 6 | 7 | 8 | 9 | 10 | Gesamt |
| -------- | -- | - | - | - | - | - | - | - | - | - | -- | ------ |
| Südkorea | 🔨 | 0 | 0 | 1 | 0 | 0 | 1 | 3 | 0 | 0 | 2  | 7      |
| Japan    |    | 1 | 0 | 0 | 2 | 1 | 0 | 0 | 1 | 0 | 0  | 5      |

| Team                |    | 1 | 2 | 3 | 4 | 5 | 6 | 7 | 8 | 9 | 10 | Gesamt |
| ------------------- | -- | - | - | - | - | - | - | - | - | - | -- | ------ |
| Volksrepublik China | 🔨 | 2 | 0 | 0 | 3 | 0 | 3 | 0 | 1 | X | X  | 9      |
| Neuseeland          |    | 0 | 1 | 0 | 0 | 1 | 0 | 1 | 0 | X | X  | 3      |

| Team                |    | 1 | 2 | 3 | 4 | 5 | 6 | 7 | 8 | 9 | 10 | Gesamt |
| ------------------- | -- | - | - | - | - | - | - | - | - | - | -- | ------ |
| Volksrepublik China | 🔨 | 0 | 0 | 1 | 0 | 2 | 1 | 0 | 1 | 1 | 2  | 8      |
| Neuseeland          |    | 0 | 1 | 0 | 2 | 0 | 0 | 2 | 0 | 0 | 0  | 5      |

| Team     |    | 1 | 2 | 3 | 4 | 5 | 6 | 7 | 8 | 9 | 10 | Gesamt |
| -------- | -- | - | - | - | - | - | - | - | - | - | -- | ------ |
| Südkorea |    | 2 | 0 | 1 | 0 | 0 | 0 | 1 | 0 | 3 | X  | 7      |
| Japan    | 🔨 | 0 | 1 | 0 | 1 | 2 | 0 | 0 | 1 | 0 | X  | 5      |

| Team     |    | 1 | 2 | 3 | 4 | 5 | 6 | 7 | 8 | 9 | 10 | Gesamt |
| -------- | -- | - | - | - | - | - | - | - | - | - | -- | ------ |
| Südkorea |    | 0 | 2 | 1 | 0 | 0 | 0 | 0 | 1 | 0 | X  | 4      |
| Japan    | 🔨 | 1 | 0 | 0 | 4 | 1 | 0 | 0 | 0 | 1 | X  | 7      |

| Team       |    | 1 | 2 | 3 | 4 | 5 | 6 | 7 | 8 | 9 | 10 | 11 | Gesamt |
| ---------- | -- | - | - | - | - | - | - | - | - | - | -- | -- | ------ |
| Südkorea   |    | 0 | 1 | 0 | 0 | 0 | 3 | 1 | 0 | 0 | 1  | 0  | 6      |
| Neuseeland | 🔨 | 1 | 0 | 1 | 1 | 1 | 0 | 0 | 1 | 1 | 0  | 1  | 7      |

| Team                |    | 1 | 2 | 3 | 4 | 5 | 6 | 7 | 8 | 9 | 10 | Gesamt |
| ------------------- | -- | - | - | - | - | - | - | - | - | - | -- | ------ |
| Japan               |    | 0 | 0 | 2 | 0 | 1 | 0 | 2 | 0 | 0 | 0  | 5      |
| Volksrepublik China | 🔨 | 1 | 1 | 0 | 1 | 0 | 3 | 0 | 1 | 0 | 1  | 8      |

| Platz | Land                |
| ----- | ------------------- |
| 1     | Volksrepublik China |
| 2     | Japan               |
| 3     | Neuseeland          |
| 4     | Südkorea            |
| 5     | Australien          |
| 6     | Chinesisch Taipeh   |

Damit war die chinesische und die japanische Mannschaft für die Weltmeisterschaft 2009 qualifiziert.

## Frauen

### Teilnehmer
| Land                | Fourth         | Third          | Second            | Lead            | Alternate             |
| ------------------- | -------------- | -------------- | ----------------- | --------------- | --------------------- |
| Australien          | Kim Forge      | Sandy Gagnon   | Lynette Kate Gill | Laurie Weeden   | Madeleine Kate Wilson |
| Volksrepublik China | Wang Bingyu    | Liu Yin        | Yue Qingshuang    | Zhou Yan        | Liu Jinli             |
| Japan               | Moe Meguro     | Mari Motohashi | Mayo Yamaura      | Kotomi Ishizaki | Anna Ōmiya            |
| Neuseeland          | Bridget Becker | Brydie Donald  | Marisa Jones      | Catherine Inder | Cassie Becker         |
| Südkorea            | Kim Mi-Yeon    | Shin Mi-Sung   | Lee Hyun-Jung     | Park Kyung-Mi   | Lee Seul-Bee          |

### Round Robin
| Datum | Zeit  | Begegnung                        | Resultat |
| ----- | ----- | -------------------------------- | -------- |
| 2.11. | 16:30 | Volksrepublik China – Südkorea   | 7:5      |
|       |       | Australien – Japan               | 5:7      |
| 3.11. | 08:00 | Volksrepublik China – Japan      | 8:7      |
|       |       | Neuseeland – Australien          | 13:3     |
|       | 16:00 | Südkorea – Japan                 | 5:8      |
|       |       | Volksrepublik China – Neuseeland | 13:2     |
| 4.11. | 10:00 | Südkorea – Neuseeland            | 11:4     |
|       |       | Australien – Volksrepublik China | 6:8      |
|       | 19:00 | Japan – Neuseeland               | 11:5     |
|       |       | Südkorea – Australien            | 13:3     |

| Datum | Zeit  | Begegnung                        | Resultat |
| ----- | ----- | -------------------------------- | -------- |
| 5.11. | 12:00 | Japan – Australien               | 9:0      |
|       |       | Südkorea – Volksrepublik China   | 3:8      |
|       | 20:00 | Japan – Volksrepublik China      | 7:4      |
|       |       | Australien – Neuseeland          | 7:8      |
| 6.11. | 14:30 | Neuseeland – Volksrepublik China | 6:7      |
|       |       | Japan – Südkorea                 | 7:9      |
| 7.11. | 08:00 | Neuseeland – Südkorea            | 12:9     |
|       |       | Volksrepublik China – Australien | 9:4      |
|       | 16:00 | Australien – Südkorea            | 1:10     |
|       |       | Neuseeland – Japan               | 8:11     |

| Platz | Team                | Spiele | Siege | Ndlg. |
| ----- | ------------------- | ------ | ----- | ----- |
| 1.    | Volksrepublik China | 8      | 7     | 1     |
| 2.    | Japan               | 8      | 6     | 2     |
| 3.    | Südkorea            | 8      | 4     | 4     |
| 4.    | Neuseeland          | 8      | 3     | 5     |
| 5.    | Australien          | 8      | 0     | 8     |

### Playoffs
|  | Halbfinale | Halbfinale | Halbfinale |  |  | Finale | Finale              | Finale |
|  |            |            |            |  |  |        |                     |        |
|  | 2          | Japan      | 6          |  |  |        |                     |        |
|  | 3          | Südkorea   | 9          |  |  | 1      | Volksrepublik China | 9      |
|  |            |            |            |  |  |        | Südkorea            | 4      |

| Team     |    | 1 | 2 | 3 | 4 | 5 | 6 | 7 | 8 | 9 | 10 | Gesamt |
| -------- | -- | - | - | - | - | - | - | - | - | - | -- | ------ |
| Japan    |    | 0 | 0 | 0 | 2 | 0 | 3 | 0 | 0 | 1 | 0  | 6      |
| Südkorea | 🔨 | 0 | 0 | 2 | 0 | 3 | 0 | 1 | 1 | 0 | 2  | 9      |

| Team                |    | 1 | 2 | 3 | 4 | 5 | 6 | 7 | 8 | 9 | 10 | Gesamt |
| ------------------- | -- | - | - | - | - | - | - | - | - | - | -- | ------ |
| Volksrepublik China | 🔨 | 0 | 1 | 2 | 0 | 0 | 1 | 2 | 1 | 2 | X  | 9      |
| Südkorea            |    | 3 | 0 | 0 | 1 | 0 | 0 | 0 | 0 | 0 | X  | 4      |

| Platz | Land                |
| ----- | ------------------- |
| 1     | Volksrepublik China |
| 2     | Südkorea            |
| 3     | Japan               |
| 4     | Neuseeland          |
| 5     | Australien          |

Damit waren die chinesische Mannschaft und die als Gastgebernation ohnehin gesetzte südkoreanische Mannschaft für die Weltmeisterschaft 2009 qualifiziert.